# あなたに (石井竜也の曲)
「あなたに」は、2002年1月17日に発売された石井竜也の9枚目のシングル。

## 解説
アルバム『浪漫』先行シングル第2弾。前作「遠くへ…」に続くバラード構成。初回盤は海外ロケによるオールカラー写真集付。初回盤と通常盤でジャケットが異なる。

## 収録曲
作詞・作曲：石井竜也（特記以外）
1. あなたに
編曲:金子隆博
「別れ」をテーマにしたバラード。コンサートのラストを飾っていた曲で当初シングル化予定も無かったが、コンサートの反響を受け急遽シングルとして発表した[1]。ミュージック・ビデオは自身の作品である天使の翼をモチーフにした椅子に座り、厳かな雰囲気の中で歌い続ける映像[2]。
2. アイシュウ
編曲：渡邉貴浩
『TATUYA ISHII'S 河童幻想』に本楽曲のアレンジヴァージョン「哀愁」が収録。
3. 追いかけて（from 永久愛）
作詞・作曲：米米CLUB　編曲：渡邉貴浩 & Dragon Slayers
米米CLUBの楽曲「追いかけて」（アルバム『Phi』収録）のソロヴァージョン・ライヴテイク。
2001年10月20日、東京国際フォーラムにて行われた「ZERO CITY -AQI-」での音源。

## 収録作品
| 曲名       | 収録アルバム/PV集                | 発売日         | 備考                                                                             |
| ---------- | -------------------------------- | -------------- | -------------------------------------------------------------------------------- |
| あなたに   | 『浪漫』                         | 2002年3月27日  | 4thオリジナルアルバム                                                            |
| あなたに   | 『石 〜Best of Best〜』          | 2005年10月12日 | 1stベスト・アルバム                                                              |
| あなたに   | 『Tatuya Ishii Symphony Dreams』 | 2007年5月30日  | ライブDVDボックス。特典映像としてMVを収録。                                      |
| アイシュウ | 『TATUYA ISHII'S 河童幻想』      | 2007年12月5日  | 映画『河童』コンピレーション・アルバム（アレンジヴァージョン「哀愁」として収録） |
| アイシュウ | 『石弐 〜Best of Best〜』        | 2015年3月25日  | 2ndベスト・アルバム                                                              |